# 030303

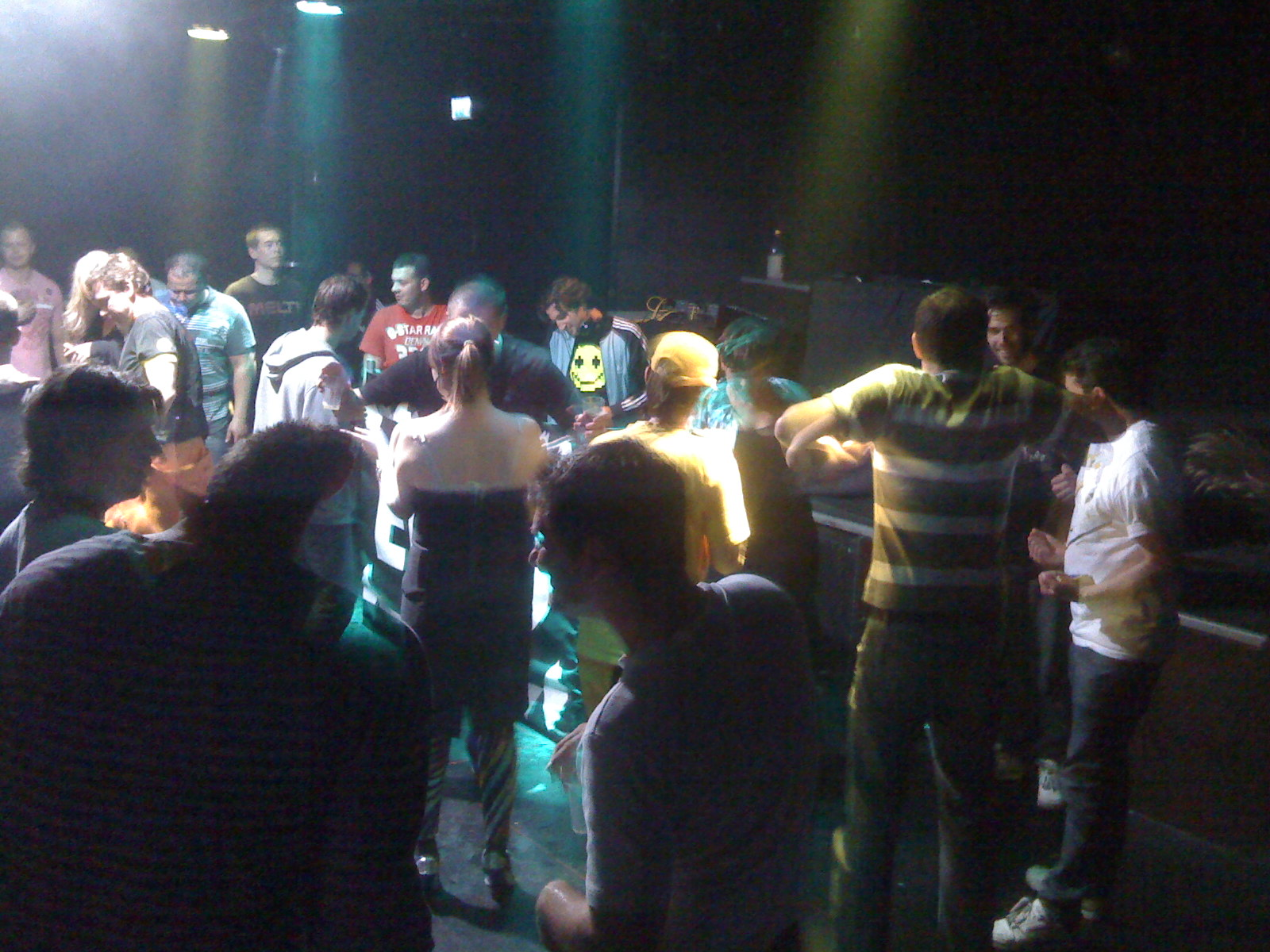
030303-feest in EKKO

030303 is een Nederlands dj-collectief en platenlabel. De naam is een samentrekking van 030, het telefoonnetnummer van thuishaven Utrecht, en de Roland TB-303, de synthesizer die kenmerkend is voor acid house.
030303 werd bekend door het organiseren van acidparties in Utrecht (onder andere in Ekko en Tivoli de Helling) maar ook door optredens en als mede-organisator in andere steden in Nederland (Melkweg Amsterdam, LVC Leiden en Den Haag), op festivals als Lowlands, Incubate, GOGBOT, STRP Eindhoven, Stekker In Het Park en Magic Waves Festival in Berlijn, Duitsland en feesten op M.S. Stubnitz. Op feesten van 030303 speelden onder andere Quadrophonia, Acid Junkies, Allert plays Human Beings, Bong-Ra, Ceephax Acid Crew, Funckarma, Frank De Wulf, I-F, Random XS en Unit Moebius. Naast acid komen ook andere elektronische muziekstijlen aan bod.
Sinds 2006 brengt 030303 verzamelplaten uit op de eigen labels Marguerita Records en 030303 Records. Op 20 juni 2010 zond de VPRO een special van een uur uit over 030303 in het programma Café Sonore op Radio 6.

## Discografie
- 2006: 030303 - Diverse artiesten, onder andere Cane
- 2007: 030303 #2 - Diverse artiesten, onder andere Legowelt
- 2007: 030303 #3 - Diverse artiesten, onder andere Neil Landstrumm
- 2007: 030303 #4 - Cane
- 2008: 030303 #5 - Diverse artiesten, onder andere Orgue Electronique, Like A Tim